# Sergey Erenburg
Sergey Erenburg (nascut el 27 de gener de 1983) és un jugador d'escacs estatunidenc que té el títol de Gran Mestre des de 2003. Nascut a Rússia, va emigrar a Israel quan tenia 15 anys, i posteriorment als Estats Units el 2007. El gener de 2013 Erenburg va canviar la seva adscripció de la Federació Israeliana d'Escacs a la dels Estats Units.
Tot i que roman inactiu des de desembre de 2019, a la llista d'Elo de la FIDE del gener de 2022, hi tenia un Elo de 2559 punts, cosa que en feia el jugador número 31 dels Estats Units. El seu màxim Elo va ser de 2637 punts, a la llista del desembre de 2012.

## Resultats destacats en competició
L'any 2003, va ocupar el 3r lloc al Campionat del món júnior. Va guanyar el Campionat d'escacs d'Israel el 2004. Va obtenir un 2n lloc al Campionat d'Europa per equips de 2005 i va acabar en 9è lloc al Campionat del Món de Blitz el 2006.
Erenburg es va traslladar als Estats Units el 2007 i va obtenir un batxillerat i un màster en Matemàtiques i Estadística per la Universitat de Maryland del Comtat de Baltimore. Va obtenir un màster addicional en Ciències econòmiques a la Universitat de Pennsilvània. Com a capità de l'equip d'escacs de l'UMBC del 2008 al 2011, va ajudar l'equip a aconseguir dos campionats panamericans interuniversitaris d'escacs (2008, 2009) i dues copes del president (2009, 2010).
Va treballar com a analista i escriptor per a ChessBase durant més de 10 anys, i ha guanyat (o compartit el primer lloc) en molts esdeveniments importants, com ara el North American Open (2013, compartit), World Open (2013, compartit), National Chess Congress (2012, compartit), Campionat continental (2012, compartit).
Va obtenir el 1r lloc al 8è obert de Chesapeake el 2016 amb una puntuació de 6,5/7